# Ях'я ібн Алі аль-Муталі
Ях'я ібн Алі аль-Муталі (*бл. 994 — 1035) — 9-й халіф Кордови у 1021—1023 та 1025—1026 роках та 1-й володар Малазького емірату у 1026—1035 роках.

## Життєпис
Походив з династії Хаммудидів. Син Алі ібн Хаммуд ан-Насира. Про молоді роки немає відомостей. Брав участь у міжусобній війні на боці Сулаймана ібн аль-Хакама. У 1013 році разом з батьком вирушив до Північної Африки. У 1016 році Алі ібн Хаммуд вирушив у похід до Піренеїв, залишивши Ях'ю валі (намісником) Сеути.
На своїй посаді перебував до 1018 року, коли батька було вбито. Ях'я відмовився визнавати стрийка аль-Касіма новим халіфом. З цього моменту став готуватися для походу на Піренеї. У 1021 році скористався невдоволенням берберів діями аль-Касіма, Ях'я ібн Алі висадився на узбережжі, захопивши міста Малагу і Альхесірас. Слідом за цим рушив на Кордову, змусивши стрийка зректися трону та втекти до Севільї. Ях'я став халіфом Кордови. Прийняв особистий титул аль-Муталі бі-ллах (Піднесенний Богом). За нього тривала руйнація халіфату: 1021 році заснував самостійну державу у Валенсії Абд аль-Азіз, онук аль-Мансура (хаджіба часів Гішама II).
Втім вже наприкінці 1022 року серед берберських військовиків виникло невдоволення халіфом, водночас проти Ях'ї виступив аль-Касім. В результаті Ях'я ібн Алі втратив владу, рятуючись втечею в Малазі. Поступово зумів захопити південні райони халіфату, також володарював в Танжері й Сеуті. Після повалення у 1023 році аль-Касіма, Ях'я захопив його у Хересі-де-ла-Фронтері.
У 1025 році, зібравши значні війська, Ях'я ібн Алі рушив на Кордову, змусивши халіфа Мухаммеда III Омейяда втекти до Сарагоси. 9 листопада Ях'ю оголошено халіфом. Втім, той не почувався безпечним у Кордові. Тому, залишивши на господарстві візира Абу Джафара, Ахмад бен Мусу, повернувся до Малаги. При цьому фактичної самостійності набув валі Севільї — Мухаммед бін Ісмаїл.
Вже у 1026 році внаслідок повстання влада Ях'ї в Кордові впала, його візира вигнано. У 1027 році спробував захопити Севілью, проте невдало. Тоді Ях'я оголосив про створення незалежної держави зі столицею в Малазі (тайфа Малага). Загинув у 1035 році у битві при Кармоні з військами Мухаммеда ібн-Ісмаїла. Йому спадкував брат Ідріс I ал-Мутайїд.